# Parafia św. Karola Boromeusza w Staniszczach Wielkich
Parafia Świętego Karola Boromeusza w Staniszczach Wielkich – parafia rzymskokatolicka, znajdująca się w diecezji opolskiej, w dekanacie Zawadzkie.